# ボガトィーリ (路面電車車両)
ボガトィーリ（ロシア語: Богатырь）は、ロシア連邦の鉄道車両メーカーであるPC輸送システムズ（ПК Транспортные системы）が製造する路面電車車両の愛称。71-923という形式番号を有する、車内全体が低床構造となっている連接式超低床電車である。この項目では改良型車両の71-923M "ボガトィーリM"についても解説する。

## 概要
ロシア連邦の鉄道車両メーカーであるPC輸送システムズ（ООО «ПК ТРАНСПОРТНЫЕ СИСТЕМЫ»）は、2013年の創業以降ロシアをはじめとする各国へ向けて超低床電車の導入を実施している。その中で2017年に発表された71-923「ボガトィーリ」は、後方の車体が短い構造を有する片運転台式の2車体連接車として開発されたもので、利用客が多い系統への投入を前提とした設計となっている。乗降扉は車体片側に4箇所設けられ、扉の下部には折り畳み式のスロープが搭載されている。
その後、2019年には改良型である71-923M（71-923М）「ボガトィーリM（«Богатырь-М»）」が発表され、同年に試作車がサンクトペテルブルク（サンクトペテルブルク市電）やチェリャビンスク（チェリャビンスク市電）、モスクワ（モスクワ市電）で試運転を実施した。この形式は先頭部のデザインが変更され、運転台についても情報モニターの位置の変更など人間工学に用いた改良が実施されている。
2021年の時点でサンクトペテルブルク市電に71-923が3両、71-923Mが11両在籍しており、後者については2022年以降77両の増備が実施されている。また、2023年にはラッシュ時の混雑緩和を目的としてウラン・ウデ市電へ向けて2両の71-923Mを製造する事が決定し、2024年から営業運転に就いている。更に同年にはサラトフ市電向けに5両の71-923Mを製造する契約も結ばれ、2024年5月までに導入されている他、同月には15両、6月には8両の追加発注も行われており、これらは2025年2月までに納入が行われる予定となっている。一方、71-923Mの試作車については2021年現在チェレポヴェツ市電で使用されている。

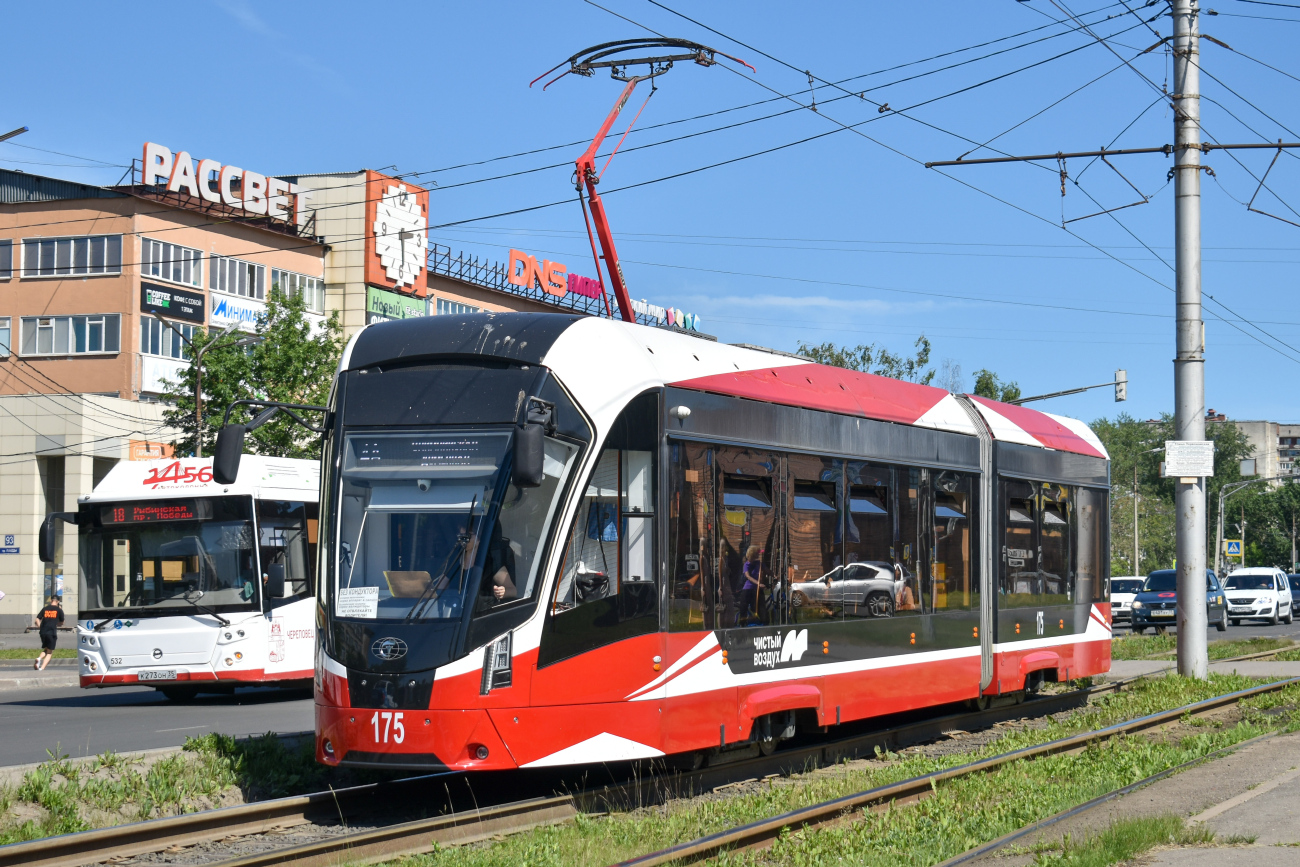
71-923M "ボガトィーリM" （チェレポヴェツ市電） （2023年撮影）
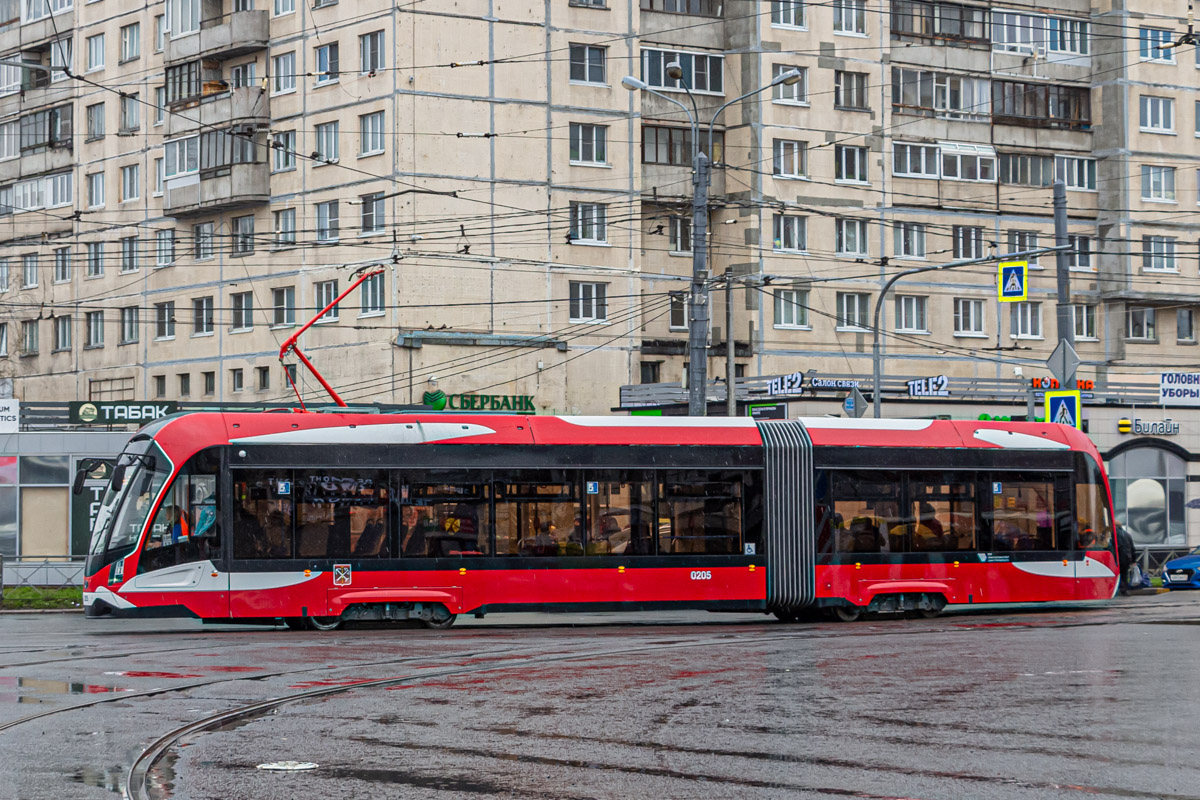
71-923M "ボガトィーリM" （サンクトペテルブルク市電） （2021年撮影）